# 에이드리언 알포나
에이드리언 알포나(영어: Adrian Alphona)는 캐나다의 만화가이다. 브라이언 K. 본의 《러너웨이스》 시리즈, G. 윌로 윌슨의 《미즈 마블》 시리즈 작화로 유명하다.